# Кухмистеров, Ефим Фёдорович
Ефи́м Фёдорович Кухми́стеров — активный участник революций 1905 и 1917 годов в России.
Кухмистеров Е. Ф. работал молотобойцем в вагоноремонтных мастерских на станции «Депо» Московско-Курской железной дороги. Жил на Шоссейной улице, в доме № 54. Был депутатом Моссовета, организатором и первым председателем профсоюза железнодорожников г. Москвы. Был членом революционного комитета.

## Биография
- Член партии с 1912 года.

- Во время Московского восстания 1917 года руководил доставкой оружия в Москву из Тулы.

Из Тулы оружие везли секретно в Люблинское депо ночами, затем перегружали на подводы и отправляли рабочим в Москву.
- В 1918 году был отправлен на фронт чрезвычайным военным комиссаром. Воевал с Деникиным.

- В 1919 году был председателем ВЧК в Николаеве.

- С 1920 года боролся с бандитами на железной дороге, так как был комиссаром Курской железной дороги.

- В годы гражданской войны с отрядом железнодорожников сражался на Южном фронте. В последние годы жизни выполнял ряд ответственных поручений ЦК партии.

- В 1922 скончался в Москве после тяжёлого ранения, похоронен на Ваганьковском кладбище (1 уч.)[1].

## Память о Е. Ф. Кухмистерове
Посёлок в Печатниках после 1922 года называли Кухмистеровским посёлком. В 1971 году в Печатниках появилась улица Кухмистерова, названная в честь Е. Ф. Кухмистерова.